# Bernardino de Mendoza

Het blazoen van de Mendoza's

Bernardino de Mendoza (Guadalajara, 1541 - Madrid, 1604) was een Spaans militair en diplomaat en schreef onder meer een boek over de beginjaren van de oorlog die later bekend werd als de Tachtigjarige Oorlog in de Lage Landen. 
Hij vergezelde Fernando Álvarez de Toledo (de hertog van Alva) toen die naar de Nederlanden werd gezonden en nam deel aan de strijd bij Bergen (België), Nijmegen, Haarlem en Mook.

## Bewogen leven
Bernardino de Mendoza was het tiende van de negentien kinderen van Don Alonso Suárez de Mendoza, graaf van Coruña en Juana Jiménez de Cisneros. Op 11 juni 1556 verwierf hij zijn eerste graad in de artes en filosofie aan de universiteit van Alcalá bij Madrid. Twee jaar later werd hij er licentiatus in dezelfde vakken, waarna hij toetrad tot het college van San Aldefonso. In 1562 koos hij echter voor een militaire carrière. Hij nam deel aan de expedities naar Noord-Afrika en de Rots van Vélez in 1563 en 1564 en aan de vlootactie tot ontzet van het door de Turken belegerde Malta in 1565. Zijn naamgenoot en oom was de voorganger van Alva als onderkoning van Napels. Voordat hij Alva zou vergezellen op diens strafexpeditie naar de Nederlanden, werd hij door deze naar de paus Pius V gezonden – Mendoza’s eerste diplomatieke opdracht – om de pauselijke goedkeuring voor de onderneming te verkrijgen.
Als officier in het leger van de hertog van Alva was hij december 1572 betrokken bij het bloedbad van Naarden. Hij nam in 1574 als kapitein van de cavalerie deel aan de Slag op de Mookerheide. In 1576 kreeg hij vanwege zijn militaire prestaties de Orde van Sint-Jacob van het Zwaard.
In 1578 stuurde Filips II Mendoza als zijn ambassadeur naar Londen. Daar deed hij niet alleen dienst als diplomaat maar ook als meesterspion en gebruikte hij diverse geheimschriften in de verslagen die hij naar Spanje stuurde. Hij werd Engeland uitgezet in 1584 nadat een complot van Francis Throckmorton tegen koningin Elizabeth I van Engeland aan het licht kwam. Een geheimschrift dat – naar men zegt – alleen Mendoza en Filips II konden ontcijferen en dat ze jaren eerder uit het hoofd geleerd hadden was cruciaal in dit complot.
De volgende zes jaar was Mendoza de Spaanse ambassadeur bij koning Hendrik III van Frankrijk. In 1590 trad hij terug vanwege een slechte gezondheid. Zijn gezichtsvermogen was aangetast en bij zijn terugkeer in Spanje was hij geheel blind. Zijn laatste jaren bracht hij door in zijn huis in Madrid.
In de kerk van Torija is een steen met de tekst:

OBBIT D. BER

NARDINVS

A MENDOZA

ANNO M. 604

3? DIE AVGVSTI

en daaronder de Latijnse spreuk:
"nec timeas nec potes"
Mendoza wordt genoemd als legeraanvoerder in de Nederlanden na 1590, maar dat betreft waarschijnlijk een familielid.
Onder Mendoza's nagelaten werk is een verslag van de oorlog in de Nederlanden met de titel Comentario de lo sucecido en los Paises Bajos desde el año 1567 hasta el de 1577. In dat werk, voor het eerst gepubliceerd in 1591, beschrijft hij onder meer het gebruik van de ‘Springstock' tijdens de Tachtigjarige Oorlog door de Friezen.
Mendoza publiceerde ook een handboek over de kunst van de oorlogsvoering met de titel Teórica y práctica de guerra en een Spaanse vertaling van het boek Politicorum sive civilis doctrinae libri sex van de Vlaamse filosoof Justus Lipsius.
In Mook (buurtschap Bisselt) is een straat naar hem vernoemd.